# Karkowo-Kamienka
Karkowo-Kamienka (ros. Карьково-Каменка) – wieś (ros. деревня, trb. dieriewnia) w zachodniej Rosji, w sielsowiecie szczekińskim rejonu rylskiego w obwodzie kurskim.

## Geografia
Miejscowość położona jest w pobliżu źródła rzeki Kamienka (dorzecze Sejmu), 3,5 km od centrum administracyjnego sielsowietu szczekińskiego (Szczekino), 10,5 km od centrum administracyjnego rejonu (Rylsk), 116 km od Kurska.

## Demografia
W 2010 r. miejscowość zamieszkiwało 35 osób.